# Salvatore Annacondia
Salvatore Annacondia (Trani, 31 ottobre 1957) è un mafioso e collaboratore di giustizia italiano. Tra gli anni 1980 e 1990 Annacondia è stato il boss indiscusso della malavita di Trani in Puglia.

## Biografia
Lasciò la scuola in giovane età e diventò operaio in una marmeria di Trani. Nel 1972, all’età di 14 anni perse la mano a seguito di un’esplosione avvenuta mentre stava pescando a strascico e perciò fu soprannominato Manomozza. Di conseguenza rimase senza lavoro,  non potendo svolgere la sua precedente mansione nella marmeria, quindi decise di raggiungere un gruppo di compaesani a Milano. Qui entrò poi in una banda di pugliesi, che rubava dai treni merci. Dopo qualche anno fece ritorno a Trani, dove fu arrestato per furto.
Scarcerato poco dopo e sottoposto alla sorveglianza speciale, entrò a far parte di una cooperativa di ex detenuti che si occupava di parcheggi, pulizie in Pretura e così iniziò ad avere le prime esperienze nel giro degli appalti. Si specializzò poi nelle estorsioni ma nel 1983 finì di nuovo in manette poiché accusato di omicidio, tentato omicidio e porto abusivo di armi. Nel 1984 decise di non affiliarsi nella Sacra Corona Unita di Giuseppe Rogoli poiché non gli sembrò un’organizzazione di largo respiro. Una volta tornato in libertà mise a frutto le alleanze costruite in carcere e cominciò a guadagnare con il contrabbando di sigarette e il traffico di droga (eroina e cocaina). In quegli anni diventò uno dei più importanti boss della malavita dell'allora nord barese, operando principalmente nei comuni di Trani, Bisceglie e Barletta.
Nel 1989 diventò ufficialmente un componente di Cosa Nostra sottoponendosi al rituale giuramento: entrò nel gruppo di Nitto Santapaola e formò un presunto ramo mafioso in Puglia.
Ufficialmente titolare di un noto ristorante di lusso di Trani e di un import-export di sanitari e ceramiche, a suo dire prima dell’arresto disponeva di un patrimonio personale di circa 7 miliardi di lire. Salvatore Annacondia è stato a capo della più sanguinosa organizzazione criminale del nord barese che ha seminato paura e morte negli anni '80 e inizi del '90. Alla fine del 1991 finì in carcere insieme ad altre tre persone con l’accusa di associazione a delinquere finalizzata al traffico di droga e venne sospettato di essere coinvolto in almeno tre omicidi. Il 27 gennaio 1992 la prima sezione penale della Cassazione annullò l’ordinanza poiché la ricostruzione dei fatti e la mole degli indizi non erano sufficienti. Tre mesi dopo, tornato in carcere, sulla base di un’indagine della Guardia di Finanza, il tribunale di Bari sequestrò al boss beni per circa due miliardi di lire tra cui uno stabile di due piani nel centro di Trani, un capannone industriale, un ristorante, un’imbarcazione da diporto e una autovettura Alfa Romeo. La prima condanna fu a 10 anni di carcere per associazione a delinquere finalizzata al traffico di stupefacenti e di spaccio; venne condannato anche per i reati di minaccia e di vendita di armi: aveva instaurato una sorta di monopolio del mercato dell’hashish, della cocaina e dell’eroina nell’area di Trani.
Secondo le investigazioni, Annacondia è stato uno degli esecutori dell'omicidio di Antonio Modeo, boss della Nuova camorra pugliese, che sarebbe stato organizzato anche dai fratelli dello stesso Modeo. È stato processato a Bari nel 1990.
Nell'ottobre del 1992 iniziò a collaborare con la giustizia,  perché scioccato dal fatto che suo figlio  iniziò a deperire fisicamente, tanto da aver bisogno di vari ricoveri in diverse cliniche, dopo aver scoperto che il padre era un criminale.. È considerato uno dei primi collaboratori di giustizia provenienti dalle file della mafia pugliese: interrogato dal sostituto procuratore della DNA Alberto Maritati, ha reso dichiarazioni sugli attentati a Roma, Firenze e Milano del 1993, sull'incendio del Teatro Petruzzelli di Bari riguardo al quale accusò il manager Ferdinando Pinto di essere il mandante (verrà però assolto), sulle infiltrazioni della 'Ndrangheta in Lombardia (che il sostituto procuratore di Milano Armando Spataro utilizzò per i 139 arresti dell’operazione Wall Street nel 1993) ed, inoltre, rivelò di aver pagato nel 1991 ben 800 milioni di lire il giudice Corrado Carnevale per ottenere la revoca di un provvedimento restrittivo (il magistrato verrà definitivamente prosciolto nel 1997).
Ha svelato l'organigramma dei clan pugliesi e le sue dichiarazioni sono sfociate nel maxi-processo denominato "Dolmen" con 115 imputati per traffico e spaccio di droga, traffico d'armi, omicidi ed estorsioni, che si concluse nel 2006 dopo otto anni di udienze con 31 condanne all'ergastolo. Accusò poi Elio Simonetti, presidente di sezione della Corte d’Appello di Bari, di aver intascato 200 milioni di lire per ottenere l’assoluzione di Michele Piarulli che era accusato di aver ucciso un gioielliere e che nel 1991 era stato effettivamente prosciolto dalla Corte di Assise presieduta da quel giudice; nel febbraio del 1995, in assenza di riscontri, il GIP di Potenza archiviò il procedimento a carico di Simonetti e dei fratelli Piarulli, accusati di corruzione in atti giudiziari. Annacondia accusò Simonetti di aver aggiustato, in cambio di una promessa di 150 milioni, anche il processo di secondo grado relativo alla strage del Bacardi del maggio 1986 ma pure in questo caso il magistrato uscirà indenne.
A giugno 2018 durante il processo 'ndrangheta stragista in cui si sta accertando un presunto coinvolgimento della mafia calabrese nelle stragi di Cosa Nostra negli anni '90 depone affermando che: "La 'Ndrangheta calabrese è la mamma di tutti, abbracciava tutti i gruppi in Italia: Camorra, Cosa nostra e pugliesi. Non c'era gruppo che non avesse contatti con la Calabria". Parla poi della situazione criminale ai tempi a Milano: "A Milano tutti facevano capo alla famiglia De Stefano di Reggio Calabria facente capo a Tegano, non c’era foglia che si muoveva senza il consenso dei Tegano".